# Suze-la-Rousse
Suze-la-Rousse là một xã thuộc tỉnh Drôme trong vùng Auvergne-Rhône-Alpes đông nam nước Pháp.

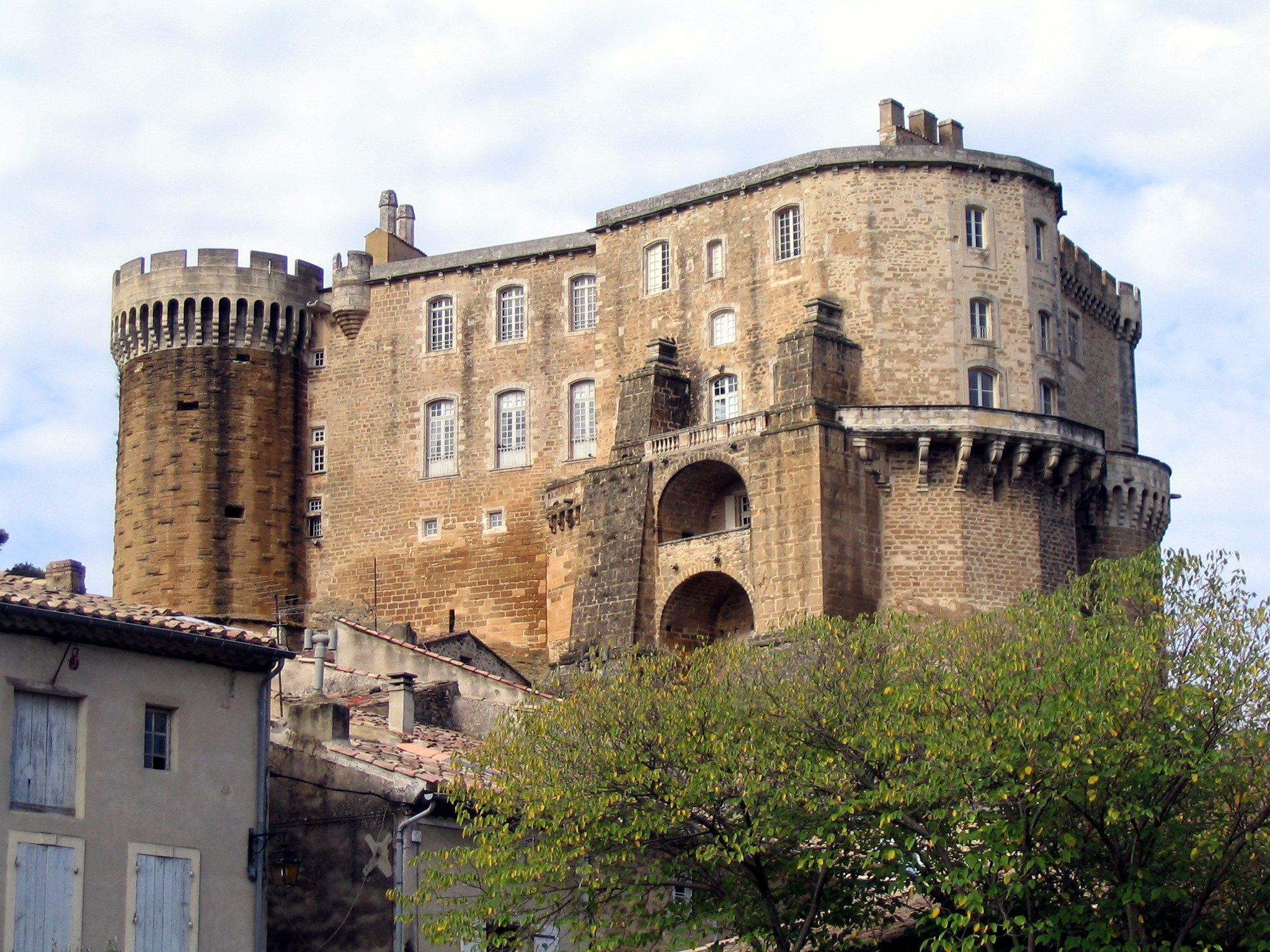
Le château